# 塞爾季山國家公園
35°56′12″N 9°32′59″E / 35.9367°N 9.5497°E

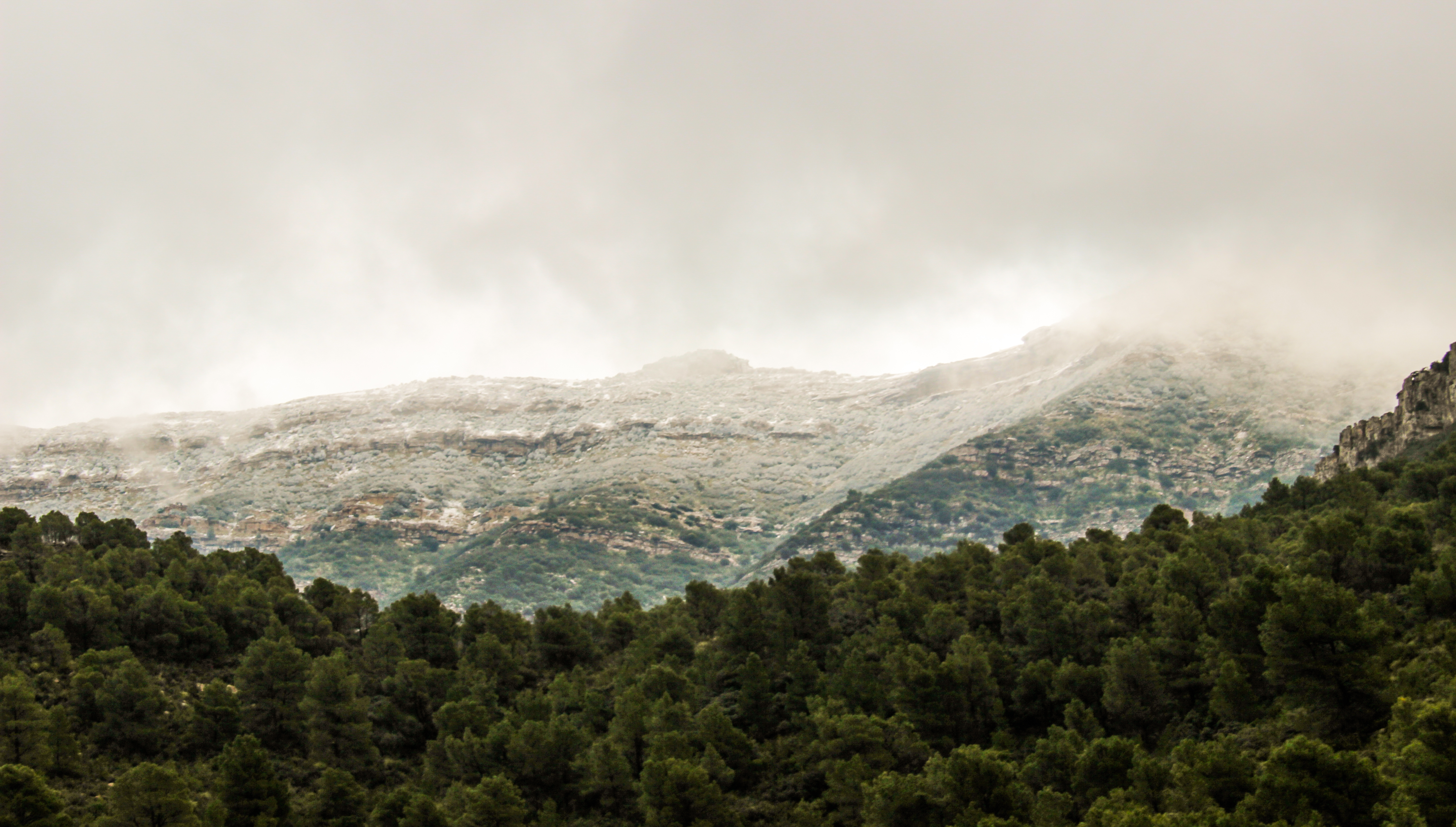

塞爾季山國家公園是突尼西亞的國家公園，位於該國北部，橫跨錫勒亞奈省和凱魯萬省，成立於2010年3月29日，面積17平方公里，每年平均降雨量453毫米。